# Nils Gyllenstierna (1585-1622)
Nils Gyllenstierna, friherre Gyllenstierna af Lundholm, född 31 augusti 1585 i Tryserums församling, död 7 oktober 1622 i Stockholm, var en svensk viceamiral.

## Biografi
Nils Gyllenstierna föddes 1585 på Fågelvik i Tryserums församling. Han var son till Nils Gyllenstierna och Ebba Bielke. Gyllenstierna blev 24 maj 1608 hövitsman på skeppet Orfeus i Hans Bielkenstiernas flotta och blev 1611 kapten vid flottan. Från 1618 till 1619 var han underamiral och 1620 viceamiral. Han blev 10 juli 1621 underamiral i riksamiralens flotta. Gyllenstierna avled 1622 i Stockholm och begravdes 8 februari 1624 i Fågelviksgraven, Tryserums kyrka.
Han var innehavare av Lundholmen i Vrigstads socken, Fågelvik i Tryserums socken, Vittviks säteri i Tryserums socken, Frösåkers gård i Kärrbo socken, Rävelsta i Altuna socken och Finnerånger i Västlands socken.

### Familj
Gyllenstierna var gift med Görvel Snakenborg (död 1635). Hon var dotter till ståthållaren Jöns Ulfsson Snakenborg på Stegeborg och Christina Johansdotter Gyllenhorn. De fick tillsammans barnen ryttmästaren Nils Gyllenstierna (död 1643), Carin Gyllenstierna (död 1683) som var gift med lantrichtern Engelbrekt Meck och lantrichtern Otto von Fitinghoff, hovfröken Ebba Gyllenstierna (1615–1690), presidenten Johan Gyllenstierna (1617–1690), Christina Gyllenstierna, hovfröken Agneta Gyllenstierna, överstelöjtnanten Carl Gyllenstierna (1621–1650) och Elsa Gyllenstierna (född 1622).